# 2007-es közel-keleti ralibajnokság
A 2007-es közel-keleti ralibajnokság 2007. február 16-án vette kezdetét és december 1-jén végződött. A bajnokság első helyén a katari Nászer el-Attija végzett, azonos pontszámmal a második helyezett Hálid al-Kászimivel. Kettejük esetében a győzelmek száma döntötte el a végeredményt.

## Versenynaptár
| Dátum                      | Verseny                             | Győztes          |
| -------------------------- | ----------------------------------- | ---------------- |
| február 16–18.             | NBK Group Qatar International Rally | Nászer el-Attija |
| március 14–16.             | Rally Oman 2007                     | Hálid al-Kászimi |
| április 20–22.             | The Troodos Rally                   | Nászer el-Attija |
| május 10–12.               | Jordan Rally                        | Hálid al-Kászimi |
| június 7–9.                | Syrian Int. Rally                   | Nászer el-Attija |
| október 12–14.             | The Cyprus Rally                    | Nászer el-Attija |
| november 9–11.             | Rally of Lebanon                    | Nászer el-Attija |
| november 29. – december 1. | Dubai International Rally           | Nászer el-Attija |

## Végeredmény

### Versenyző
| #   | Versenyző            | Rali | Rali | Rali | Rali | Rali | Rali | Rali | Rali | Teljes pontszám |
| #   | Versenyző            | QAT  | OMA  | TRO  | JOR  | SYR  | CIP  | LIB  | DUB  | Teljes pontszám |
| --- | -------------------- | ---- | ---- | ---- | ---- | ---- | ---- | ---- | ---- | --------------- |
| 1   | Nászer el-Attija     | 10   | 0    | 10   | 0    | 10   | 10   | 10   | 10   | 60              |
| 2   | Hálid al-Kászimi     | 8    | 10   | 0    | 10   | 8    | 8    | 8    | 8    | 60              |
| 3   | Amjad Farrah         | 5    | 6    | 8    | 8    | 2    | 6    | 5    | 0    | 40              |
| 4   | Abdullah Al Qassimi  | 6    | 8    | 0    | 5    | 6    | 0    | 0    | 6    | 31              |
| 5   | Michel Saleh         | 0    | 5    | 6    | 6    | 4    | 4    | 0    | 5    | 30              |
| 6   | Misfer Al Marri      | 0    | 4    | 0    | 2    | 5    | 0    | 4    | 4    | 19              |
| 7   | Nick Georgiou        | 1    | 0    | 4    | 0    | 3    | 0    | 6    | 0    | 14              |
| 8   | Andreas Tsouloftas   | 0    | 0    | 0    | 3    | 0    | 5    | 0    | 0    | 8               |
| 9   | Abdulaziz Al Kuwari  | 3    | 0    | 0    | 4    | 0    | 0    | 0    | 0    | 7               |
| 9=  | Khalifa S. Al Attiya | 4    | 3    | 0    | 0    | 0    | 0    | 0    | 0    | 7               |
| 11  | Andreas Wimmer       | 0    | 2    | 0    | 1    | 1    | 2    | 0    | 0    | 6               |
| 12  | Mufeed Al Mubarak    | 2    | 0    | 0    | 0    | 0    | 0    | 0    | 2    | 4               |
| 13  | Ahmed Al Kuwari      | 0    | 0    | 0    | 0    | 0    | 0    | 3    | 0    | 3               |
| 13= | Majed Al Ghamdi      | 0    | 0    | 0    | 0    | 0    | 0    | 0    | 3    | 3               |
| 15  | Sultan Al Ameri      | 0    | 0    | 0    | 0    | 0    | 0    | 0    | 1    | 1               |
| 15= | Essam Al Nejadi      | 0    | 1    | 0    | 0    | 0    | 0    | 0    | 0    | 1               |

### Gyártó
| # | Versenyző  | Rali | Rali | Rali | Rali | Rali | Rali | Rali | Rali | Teljes pontszám |
| # | Versenyző  | QAT  | OMA  | TRO  | JOR  | SYR  | CIP  | LIB  | DUB  | Teljes pontszám |
| - | ---------- | ---- | ---- | ---- | ---- | ---- | ---- | ---- | ---- | --------------- |
| 1 | Subaru     | 10   | 10   | 10   | 10   | 10   | 8    | 8    | 10   | 76              |
| 2 | Mitsubishi | 8    | 8    | 8    | 8    | 8    | 10   | 10   | 8    | 68              |